# Huawei Y5p
Huawei Y5p — смартфон початкового рівня, розроблений компанією Huawei. Був представлений 5 травня 2020 року разом з Huawei Y6p. В Україні смартфон був представлений 21 травня 2020 року. В Росії смартфон був представлений 29 квітня 2020 року під назвою Honor 9S.

## Дизайн
Передня панель виконана зі скла, а корпус — з пластику. Ззовні смартфони схожі на Huawei Y5 2018.
Знизу знаходяться роз'єм microUSB та мікрофон, зверху — 3,5 мм аудіороз'єм, зліва — лоток під 2 SIM-картки і карту пам'яті формату microSD до 512 ГБ, а справа — гойдалка регулювання гучності та кнопка блокування. Другий мікрофон знаходиться у квадратному блоці основної камери. Динамік знаходиться спереду і також виконує функцію розмовного динаміка.
Смартфони були доступні в наступних кольорах:
| Huawei Y5p | Huawei Y5p              | Honor 9S | Honor 9S |
| Колір      | Назва                   | Колір    | Назва    |
| ---------- | ----------------------- | -------- | -------- |
|            | Чорний (Midnight Black) |          | Чорний   |
|            | Синій (Phantom Blue)    |          | Синій    |
|            | Зелений (Mint Green)    |          | Червоний |

## Технічні характеристики

### Апаратне забезпечення
Смартфони отримали систему на кристалі початкового рівня MediaTek Helio P22. Пристрої мають 2 ГБ оперативної пам'яті типу LPDDR4X та 32 ГБ постійної пам'яті типу eMMC 5.1.
Батарея отримала об'єм 3020 мА·год.
Пристрої мають 5,45-дюймовий дисплей типу IPS LCD з роздільною здатністю HD+ (1440 × 720), щільністю пікселів 295 ppi та співвідношенням сторін 18:9.
Смартфони отримали основну ширококутну камеру на 8 Мп з діафрагмою f/2.0 і автофокусом та фронтальну на 5 Мп з діафрагмою f/2.2. Обидві мають можливістю запису відео до 1080p@30fps.

### Програмне забезпечення
Huawei Y5p працює на EMUI 10.1, а Honor 9S — на Magic UI 3.1. Обидві оболонки працюють на базі Android 10 без сервісів Google Play. Для встановлення додатків використовується фірмовий магазин програм Huawei AppGallery.